# 饒忻
饒忻，中原大學教授，曾任中原大學教務處教學發展中心主任、中原大學教務處副教務長、中原大學工業與系統工程學系教授，曾任中原大學工業與系統工程學系系主任。

## 研究領域
- 綠色供應鏈與逆物流

- 企業經營模式與電子化

- 設施規劃

## 專書及專書論文
- 筆記型電腦供應鏈流程再造---總計畫(II)，許棟樑; 劉志明; 黃惠民; 饒忻; 湯玲郎 ,  2002
- 工業工程與工程管理 國科會計畫 ，許棟樑 劉志明 黃惠民 饒忻 湯玲郎
- 筆記型電腦供應鏈流程再造---總計畫(II) Supply Chain Process Re-Engineering for Notebook Computer Industry (II) 2002 987654321/8749 清華大學工業工程與工程管理系。等..等[1]
- 鄧治東（主編）、王晃三、黃惠民、饒忻、張豫虎、張思恩、馮道偉、洪穎怡、賴玲瑩、 何金滿、許政行，創意思考與問題解析課程大綱彙編（貳版），中原大學工學院問題創意思解教學研討小組，民國85年2月。[2]

## 外部連結
- 中原大學工業與系統工程系  系主任簡介 （页面存档备份，存于）